# Heinrich Schneider (Politikwissenschaftler)
Heinrich Schneider (* 10. August 1929 in Brandenburg an der Havel; † 1. April 2018 in Perchtoldsdorf) war ein deutscher Politikwissenschaftler.

## Leben
Heinrich Schneider, Sohn des Mediziners Georg Heinrich Schneider und dessen Ehefrau Clara, studierte nach seinem Abitur in Bamberg die Fächer Philosophie, Pädagogik, Literaturwissenschaft, Theaterwissenschaft, Psychologie, Politikwissenschaft und Soziologie an der Philosophisch-Theologischen Hochschule Bamberg (heute: Otto-Friedrich-Universität Bamberg), ab 1950 an der Ludwig-Maximilians-Universität München und ab 1953 an der US-amerikanischen Case Western Reserve University. An der LMU wurde er 1955 zum Dr. phil. promoviert. Von 1955 bis 1959 engagierte sich Schneider in der Europäischen Bewegung und war hier Dozent und stellvertretender Direktor. Von 1959 bis 1962 war er Dozent an der Akademie für Politische Bildung in Tutzing.
1963 erhielt er einen Ruf auf die Professur für Politische Wissenschaften an die PH Hannover. Von 1968 bis 1971 war der nicht habilitierte Schneider außerordentlicher Professor für Philosophie der Politik und Ideologiekritik an der Universität Wien. Von März 1971 bis 1991 war er Ordinarius für Politikwissenschaften in Wien und dessen Institutsvorstand. 1995/1996 war er Inhaber des Jacques-Delors-Lehrstuhls für Europapolitik an der RWTH Aachen. Von 1996 bis 2001 lehrte und forschte Schneider in Aachen. Er war Gastprofessor an der Donau-Universität Krems. Er lehrte langjährig Sicherheitspolitik an der Landesverteidigungsakademie des Österreichischen Bundesheers.

## Wirken
Schneiders Lehr- und Forschungsschwerpunkt waren internationale Politik, europäische Integration, Sicherheitspolitik, politische Bildung sowie Geschichte und Theorie des politischen Denkens. Er verzeichnete über 500 Veröffentlichungen in Büchern, Aufsätzen und Schriftenreihen. Von 1987 bis 2018 war er Herausgeber der Zeitschrift Integration. Er publizierte über 500 Veröffentlichungen in Büchern, Aufsätzen und Schriftenreihen.
Schneider hatte zahlreiche Ehrenämter inne. Von 1955 bis 1958 war er Bundesvorsitzender der Jungen Europäischen Föderalisten. Zudem war er seit 1949 Mitglied der Europa-Union Deutschland und dessen Vizepräsident  von 1955 bis 1971. Er war von 1973 bis 2001 Ehrenvorsitzender des Wissenschaftlichen Direktoriums des Instituts für Europäische Politik in Berlin. Er hatte Beratungsmandate in sicherheitspolitischen Fragen, unter anderem war er stellvertretender Missionschef des Heiligen Stuhls bei der KSZE/OSZE. Er war Mitglied der österreichischen bischöflichen Kommission für Gerechtigkeit und Frieden (Iustitia et Pax). Von 1970 bis 1976 war er Präsident des Katholischen Akademikerverbandes Österreichs und war auch Vizepräsident der Katholischen Aktion Österreich und zudem Vorsitzender des Katholischen Laienrates Österreichs. Er war Vorsitzender des Kuratoriums der Katholischen Sozialakademie Österreichs.
Heinrich Schneider engagierte sich für zahlreiche Sozialprojekte in Israel. 1967 wurde er von Kardinal-Großmeister Eugène Kardinal Tisserant zum Ritter des Ritterordens vom Heiligen Grab zu Jerusalem ernannt und am 29. April 1967 im St.-Paulus-Dom zu Münster in Westfalen von Lorenz Kardinal Jaeger in den Päpstlichen Laienorden investiert. Seinem berufsbedingten Wechsel nach Wien folgte später ein Wechsel in die Komturei Baden – Wiener Neustadt der österreichischen Statthalterei. Er war zuletzt Großoffizier (Komtur mit Stern) des Ritterordens vom Heiligen Grab zu Jerusalem.

## Ehrungen und Auszeichnungen
Heinrich Schneider wurde mehrfach ausgezeichnet, unter anderem mit dem Großkreuz des Päpstlichen Gregoriusordens, der Kardinal-Opilio-Rossi-Medaille, dem Großen Silbernen Ehrenzeichen für Verdienste um die Republik Österreich dem Bundesverdienstkreuz 1. Klasse des Verdienstordens der Bundesrepublik Deutschland und der Europa-Union-Medaille in Gold mit Stern sowie dem Wilhelm-Hartel-Preis der Österreichischen Akademie der Wissenschaften und dem Kardinal-Innitzer-Preis.
Er war Ehrenmitglied der katholischen Studentenverbindung KÖStV Rudolfina Wien.

## Schriften (Auswahl)
- Europäische Sicherheitsarchitektur. Konzeptionen und Realitäten. Lang, 2007, ISBN 3-631-30377-7.
- Der christlich-muslimische Dialog. Voraussetzungen – Erfahrungen – Probleme. Böhlau, 2007, ISBN 978-3-205-77689-5.
- Die Ritter vom Heiligen Grab zu Jerusalem. Tradition und Gegenwart einer geistlichen Gemeinschaft. Tyrolia, 2010, ISBN 978-3-7022-3099-9.